# Marquesado de Cúllar de Baza
El marquesado de Cúllar de Baza es un título nobiliario español creado por la reina Isabel II, el 10 de agosto de 1850, a favor de José de Robles y Fontecillas, hacendado en Cúllar de Baza, Granada y Huelma.
La denominación del título se refiere al municipio de Cúllar en la comarca de Baza, provincia de Granada.

## Marqueses de Cúllar de Baza
|                                     | Titular                              | Periodo                             |
| Creación por Fernando VII de España | Creación por Fernando VII de España  | Creación por Fernando VII de España |
| ----------------------------------- | ------------------------------------ | ----------------------------------- |
| I                                   | José de Robles y Fontecillas         | 1850-1856                           |
| II                                  | Juan Bautista de Robles y Fontecilla | 1856-1875                           |
| III                                 | José de Robles y García Zúñiga       | 1875-1909                           |
| IV                                  | Inés de Robles y García Zúñiga       | 1909-¿?                             |
| V                                   | María Teresa de Abárzuza y Robles    | 1951-1956                           |
| VI                                  | Fernando de Aguilera y Abárzuza      | 1963-1980                           |
| VII                                 | Fernando de Aguilera y Narváez       | 1980-actual titular                 |

## Historia de los marqueses de Cúllar de Baza
- José de Robles y Fontecillas, I marqués de Cúllar de Baza.[2] Era hijo de José de Robles Ogayar y de su esposa María Teresa Fontecillas Castillejo (Baeza, 1779-Huelma, 1841).[3]

Casó con Antonia Orozco Moreno, natural de Úbeda.  Sin descendencia, en 26 de junio de 1856 sucedió su hermano:
- Juan Bautista de Robles y Fontecilla (Huelma, 1810-1875), II marqués de Cúllar de Baza, militar y político.[2]

Casó con Encarnación García de Zúñiga y Campos. En 1 de septiembre de 1875, sucedió su hijo:
- José de Robles y García Zúñiga, III marqués de Cúllar de Baza.[1]

En 7 de junio de 1909, sucedió su hermana:
- Inés de Robles y García Zúñiga, IV marquesa de Cúllar de Baza.[4]

Casó con José Abárzuza y Ferrer. En 13 de julio de 1951, sucedió su hija:
- María Teresa de Abárzuza y Robles[6]  (m. Cádiz, 19 de noviembre de 1956), V marquesa de Cúllar de Baza.[4][7]

Casó en Jaén, el 16 de julio de 1919, con Fernando de Aguilera y Pérez de Herrasti (Madrid, 27 de mayo de 1887-18 de noviembre de 1936), X conde de Fuenrubia.
- Fernando de Aguilera y Abárzuza (Jaén, 9 de junio de 1920-Madrid, 9 de junio de 1980), VI marqués de Cúllar de Baza,[4] XIX marqués de Cerralbo grande de España,[8]  XIV marqués de Almarza y XI conde de Fuenrubia.[4]

Casó el 16 de julio de 1948 con Pilar Narváez y Coello de Portugal. Le sucedió su hijo:
- Fernando de Aguilera y Narváez (n. Madrid, 1 de enero de 1952), VII marqués de Cúllar de Baza,[4] XX marqués de Cerralbo, grande de España,[8] XVII conde de Villalobos, título que rehabilitó en 1994,[9] XV marqués de Almarza[10] y XI conde de Casasola del Campo.[4]

Casó en primeras nupcias el 9 de julio de 1979 con María Luisa Tovar y Gallego y en segundas en Madrid en 18 de mayo de 2002 con Dolores Cavero y Martínez de Campos, VI condesa de Santovenia, hija de Íñigo Cavero, barón de Carondelet, y de su esposa Belén Martínez de Campos y Carulla.